# سارا آرونسون

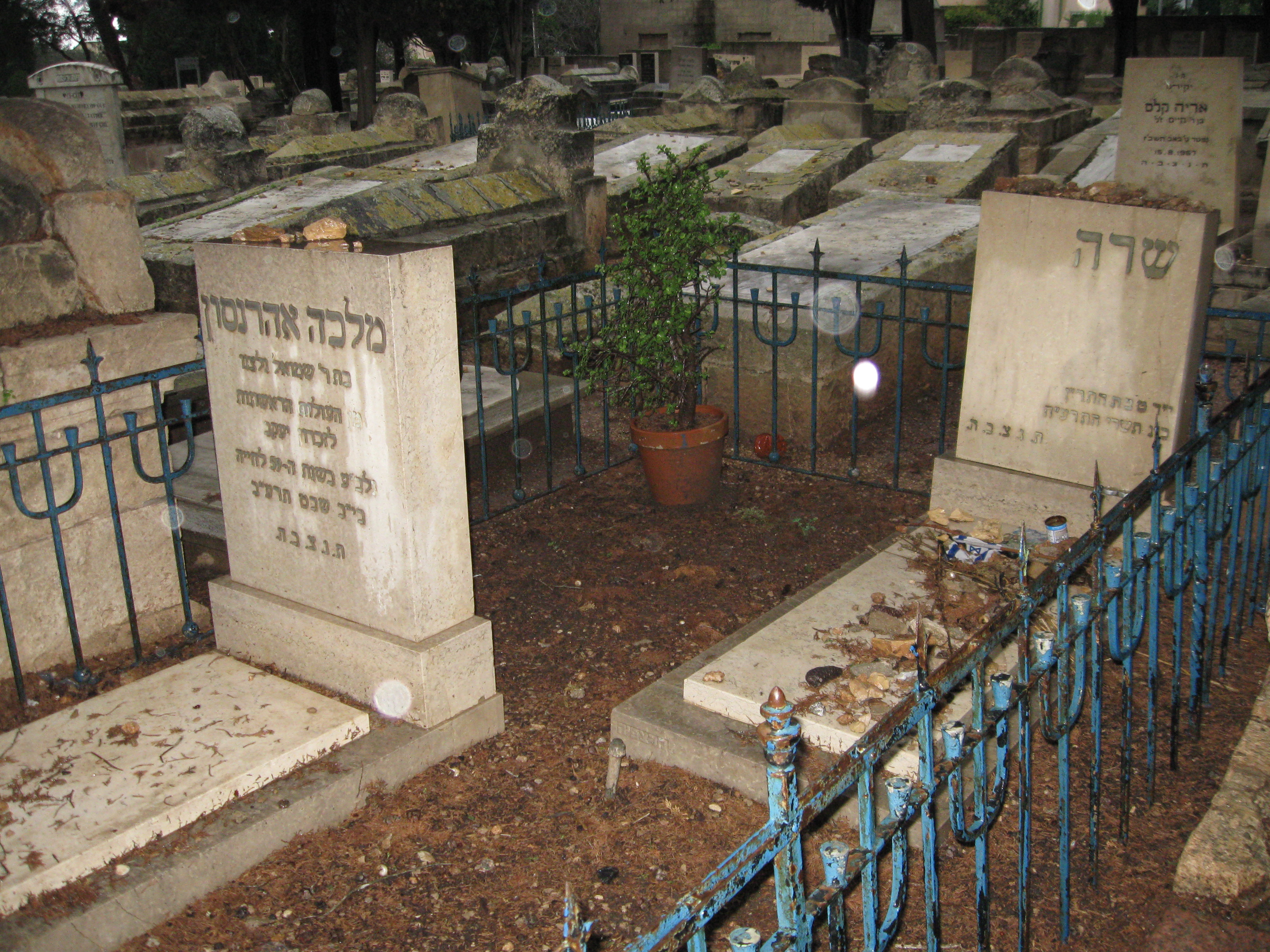

سارا آرونسون (عبری: שרה אהרנסון؛ ۶ ژانویهٔ ۱۸۹۰ – ۹ اکتبر ۱۹۱۷) یکی از اعضای شبکه جاسوسی یهودی «نیلی» (Nili) بود که در طول جنگ جهانی اول به انگلیس خدمت می‌کرد. گاهی او را «قهرمان نیلی» می‌خوانند.

## زندگی‌نامه
او در شهر زیخرون یاکوف در که در آن زمان بخشی از امپراتوری عثمانی بود به دنیا آمد و در همان شهر نیز از دنیا رفت. وی مدت کوتاهی نیز در استانبول زندگی کرد. در مسیر بازگشت از استانبول به حیفا، آرونسون، شاهد نسل‌کشی ارمنی‌ها بود. بنا به گفته «حییم هرزوگ»، او پس از مشاهده این رویداد، تصمیم گرفت به نیروهای انگلیس بپیوندد.
سارا، به همراه برادرانش آرون و الکس و یکی از دوستانش حلقه جاسوسی نیلی را پایه‌گذاری و رهبری کرد. زمانی که برادرانش برای مأموریت می‌رفتند، او عملیات جاسوسی در فلسطین را رهبری می‌کرد. گاهی نیز خودش برای گردآوری اطلاعات برای انگلیس در سرتاسر قلمرو عثمانی سفر می‌کرد، و اطلاعات به‌دست‌آورده را در مصر به آنان تحویل می‌داد. در سال ۱۹۱۷ میلادی، الکس که از انتقام عثمانی‌ها وحشت داشت، از او خواست تا در مصر تحت‌حکومت انگلیس بماند اما او بدون توجه به این هشدار، برای ادامه فعالیت‌های شبکه نیلی به زیخرون یاکوف بازگشت. در سپتامبر ۱۹۱۷، نیروهای عثمانی، کبوتر پیغام‌رسان او را به همراه پیامی رمزنویسی‌شده برای انگلیس گرفتند و پیام را رمزگشایی کردند. در اکتبر، عثمانی‌ها شهر را محاصره و مردم بسیاری از جمله سارا را دستگیر کردند. سارا آرونسون پس از چهار روز شکنجه و برای محافظت از همکارانش، توانست به ضرب گلوله، خود را بکشد.

## نگارخانه

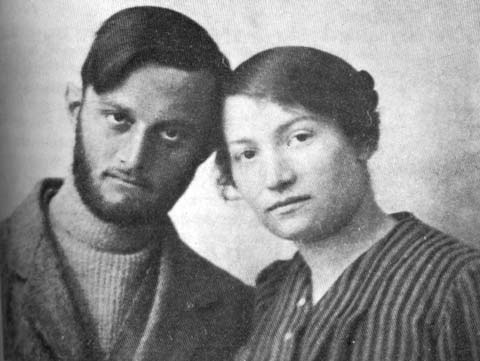
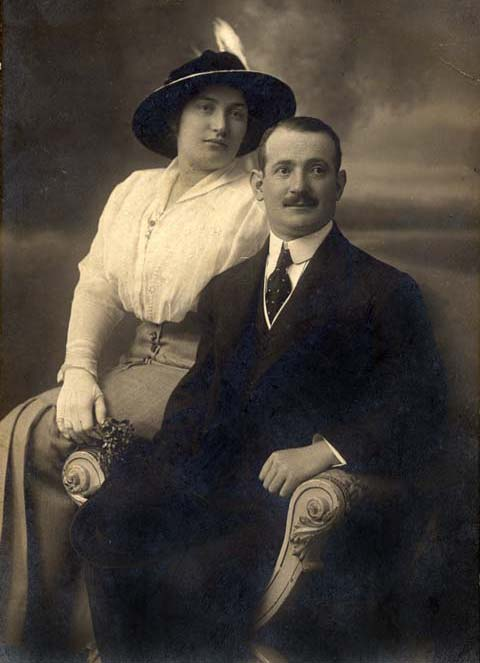